# Ochlerotatus purpuraceus
Ochlerotatus purpuraceus is een muggensoort uit de familie van de steekmuggen (Culicidae). De wetenschappelijke naam van de soort is voor het eerst geldig gepubliceerd in 1932 door Brug.